# Krtice
Krtice su pripadnici porodice sisavaca (Talpidae) u redu Soricomorpha koji žive ispod tla, kopajući tunele. Neke vrste su dijelom i vodene, kao što su Desmani. Imaju cilindrična tijela prekrivena crnim krznom s malim ili pokrivenim očima i općenito se ne služe vidom, dok im uši nisu vidljive. Hrane se malim beskralješnjacima koji također žive ispod zemlje. Krtice se nalaze u Europi, Sjevernoj Americi i Aziji.
Na području Euroazije i Amerike se nalazi 35 vrsta. Krtice se pogrešno smatraju štetočinama: ne jedu korijene biljaka već kukce i nametnike a kopanjem miješaju humus. Jedini su problem nakupine zemlje kada izađu na površinu.

## Osobine

### Građa tijela
Krtice su općenito male životinje: dužina tijela im je između 6 i 22 cm a težina između 9 i 170 grama. Dužina repa varira od vrste do vrste: u većini je kratak, prekriven rijetkim dlakama koje služe za opipavanje i omogućuju orijentaciju prema natrag. No kod ruskog Desmana je rep skoro jedanko dug kao i tijelo te čak i omogućuje kretanje u vodi.
Tijela krtica su cilindrična, s kratkim vratom koji spaja zaoštrenu glavu. Krzno im je nježno i mekano. Mogu se stoga kretati u tunelima i naprijed i nazad. Desmani imaju i krzno koje odbija vodu. Sve vrste imaju žlijezde.

### Udovi
Udovi krtica su kratki i završavaju s po pet prsta s kandžama ili noktima. Većinom se koriste za kopanje zemlje. Goljenica i kopča udova su spojeni u unutrašnoj polovici. Ruke leže daleko ispred prsog koša, blizu glave. Zglobovi su spojeni s ramenima te služe samo za pozicioniranje ruke. Ove životinje imaju za sisavce jedinstveno gibku poveznicu između ključne kosti i ruke. Kopanje se odvija uz pomoć okretanja gornje ruke koja ima dobro razvijene mišiće.
Udovi Desmana su pak prekriveni kožom za plivanje i dlakama nalik četki koji su prilagođeni vodenom životu te se ne koriste često za kopanje, makar mogu napraviti svoje vlastite nastambe.

### Glava i zubi
Lubanja krtica je izdužena i ravna, s karakteristično dugim nosom koji sliči surli te je vrlo gipkljiv i većinom nema dlaka. Oči krtica su zakržljale, male i dijelom prekrivene kožom. Većina vrsta jedino može uočiti razliku između mračnog i svijetlog. Svakoj vrsti nedostaje pužnica, izuzev Uropsilinae.
Čeljust krtica je, poput većine kukcojeda, prekrivena oštrim zubima i prilagođena njihovom životnom načinu. Krtice imaju između 34 i 44 zuba – neke vrste koje imaju 44 zuba su sačuvale originalni broj visokih sisavaca. Mliječni zubi se često zamijene stalnim zubima kratko nakon rođenja ili još i prije.
Važnu ulogu u percepciji igra njuh pošto je područje njuške bogata njušnim receptorima. I sluh je dobro razvijen.

### Unutrašnja anatomija
probavni takt je kod svih kukcojeda jednostavno građen. Crijeva su kratka i nalikuju na jednostavnu cijev, a slijepo crijevo nedostaje. Krtice su se i prilagodile rijetkom kisiku u tunelima, tako da im je udio hemoglobina u krvi upadljivo viši od sisavaca slične veličine. 
Mužjacima testisi leže izvan trbušne šupljine u mošnjastim borama, dok ženke imaju dvodijelnu maternicu.
Krtice izbjegavaju pjeskovito tlo i vole rahlu zemlju. Prirodni neprijatelji su im tvorovi, sokolovi, lasice, sove i zmije. Komore s gnijezdom nalaze se uglavnom između 30-60 cm ispod površine. Glasaju se piskavim zvukom.

## Podjela
Porodica se dijeli na tri potporodice, 7 plemena i 17 genera:
- Potporodica Scalopinae
  - Pleme Condylurini
    - Genus Condylura

  - Pleme Scalopini
    - Genus Parascalops
    - Genus Scalopus
    - Genus Scapanulus
    - Genus Scapanus

- Potporodica Talpinae
  - Pleme Desmanini
    - Genus Desmana
    - Genus Galemys

  - Pleme Neurotrichini
    - Genus Neurotrichus

  - Pleme Scaptonychini
    - Genus Scaptonyx

  - Pleme Talpini
    - Genus Euroscaptor
    - Genus Mogera
    - Genus Parascaptor
    - Genus Scaptochirus
    - Genus Talpa

  - Pleme Urotrichini
    - Genus Dymecodon
    - Genus Urotrichus
- Potporodica Uropsilinae
  - Genus Uropsilus

## Životne navike

### Životni oblici
Podzemne krtice provode većinu života u jednom podzemnom sustavu tunela kojeg su sami iskopali. Suvišni materijal se izbacuje na površinu u obliku krtičnjaka. Ovisno o vrstama i životnom prostoru, tuneli se nalaze ili blizu površine ili duboko pod zemljom. U hladnijim regijama se krtice po zimi zadržavaju na većim dubinama, gdje je toplije. Uz tunele su napravljene i čelije za gnijezda koje se postiru materijalom biljaka.
Zbog kopanja krtice igraju ulogu u Pedogenezi jer miješanjem humusa tla sudjeluju u okviru Bioturbacije. Također, prenose podzemni materijal lišen humusa prema dolje.

### Socijalno ponašanje i aktivnosti
Krtice su, poput većine kukcojeda, samotnjaci i reagiraju agresivno na druge krtice. Samo neke vrste dijele sustav tunela s drugim krticama, koje toleriraju jedino kada ima dovoljno hrane. U tu vrstu spada i Desman. Nemaju ni određeni ritam dana i noći. Europska krtica, primjerice, dijele svoje aktivnosti na tri faze spavanja i budnosti, pri čemu se budne većinom prijepodne, poslijepodne ili oko ponoći s trajanjem od oko 4 i 5 sata. 
Krtice ne spavaju zimski san. One vrste koje žive u hladnijim regijama, po zimi odlaze dublje pod zemlju i skupe zalihe hrane. Europska krtica čak uzgaja gliste: odgrize im gornje segmente tijela tako da ne mogu pobijeći, ali ostanu na životu.

### Prehrana
Krtice nalaze hranu kopanjem ispod zemlje, potragom po tunelima ili na površini zemlje. Sve ovisi o vještini životinje ili godišnjem dobu. Većinom se hrani glistama, kukcima i njihovim larvama te drugim beskralješnjacima. Prije nego pojedu gliste, krtice ih provuku kroz svoje šape kako bi izbacili zemlju iz crva.
Krtice imaju brz metabolizam i moraju dnevno uzimati puno hrane. Europska krtica, primjerice, ne može izdržati duže pauze bez hrane (između 12 i 24 sata) te dnevno konzumira hranu dovoljnu za polovicu svoje težine.
Vrsta Condylura cristata može otkriti, uhvatiti i pojesti hranu brže nego što ljudsko oko može slijediti

### Razmnožavanje
Većina vrsta razmnožava se jednom godišnje, a ženke se kote većinom u proljeće. Trudnoća traje između 28 i 50 dana. Krtice koje su došle na svijet su isprva bez krzna i bespomoćne, ali brzo narastu. Nakon 21 dana im se otvore oči a nakon 8 tjedana su već samostalni. Već od druge godine života krtice postanu spolno aktivne. Životni vijek tih životinja je negdje između 3 i 6 godina.

## Ugroženost
Nekada je čovjek lovio krtice radi krzna, no danas se to više ne događa. Današnji konflikt čovjeka i krtice se odvija zbog krtičnjaka na travnjacima. Iako su krtice većinom mesožderi i ne uzimaju biljnu hranu, ipak povremeno mogu oštetiti korijene nekih biljaka, no većinom krtičnjaci smetaju samo zbog "estetskih razloga". Stoga ljudi istrebljuju krtice tako da su u međuvremenu neke vrste ugrožene.
IUCN je stavio dvije vrste pod status „ugroženosti od istrebljenja“ (critically endangered) a osam vrsta su "jako ugrožene" (endangered) ili samo "ugrožene" (vulnerable).
Dugo vremena se mislilo da su krtice u bliskom srodstvu s rovkom, no molekularna istraživanja su otkrila da zapravo dijele taksone i s ježevima. Fosili tih životinja postoje od Eocena, a najstariji primjerak je u Europi pronađena vrsta Eotalpa. U Sjevernoj Americi postoje od Oligocena a u Aziji od Miocena.

## Vanjske poveznice
- Činjenice o krticama
- Forest Preserve District of Cook County (Illinois) - Krtice  Arhivirana inačica izvorne stranice od 14. srpnja 2007. (Wayback Machine)
- Biologija krtice  Arhivirana inačica izvorne stranice od 9. svibnja 2008. (Wayback Machine)
- Dnevnik online – Ptice i krtice djelotvornije od otrova  Arhivirana inačica izvorne stranice od 16. listopada 2007. (Wayback Machine)